# Johann Genersich
Johann Genersich (ur. 15 sierpnia 1761 w Kieżmarku, zm. 18 maja 1823 w Wiedniu) – spiskoniemiecki pedagog, literat i historyk. Brat Christiana i Samuela Genersichów.
Był synem kieżmarskiego kupca Christiana Genersicha i Anny Zuzanny Bejkin. Po studiach na uniwersytecie w Jenie pracował w latach 1788–1821 jako profesor w Liceum Ewangelickim w Kieżmarku, dodatkowo pełniąc w latach 1818–1821 funkcję jego rektora. Ostatnie dwa lata życia spędził w Wiedniu, wykładając historię Kościoła i prawa kościelnego w tamtejszym Protestanckim Instytucie Teologicznym.
Był autorem szeregu prac naukowych z zakresu historii, literatury, pedagogiki. Wydał również kilka okazjonalnych przemówień oraz wiele popularnych powieści dla młodzieży. Uważany jest za prekursora literatury romantycznej na Spiszu. Ogłosił także słowniczek gwary spiskich Niemców pt. Versuch eines Idioticons der Zipser-Sprache (1804).